# 范布倫鎮區 (密歇根州)
范布倫鎮區（英語：Van Buren Township）是位於美國密歇根州韋恩縣的一個特設鎮區。

## 地方資料
范布倫鎮區的面積為93.40平方千米，當中陸地面積為88.00平方千米，而水域面積為5.40平方千米。根據2020年美國人口普查的數據，當地共有人口30375人，而人口密度為每平方千米325.21人。